# Jacques Nouet
Pour les articles homonymes, voir Nouet.
Jacques Nouet, né à Mayenne le 25 mars 1605 et mort à Paris le 21 mai 1680, est un jésuite et écrivain spirituel français.

## Biographie
Il étudia au collège du Mans, et entra le 1er septembre 1623 au noviciat de la Compagnie de Jésus à Rouen puis étudie au collège de Bourges (où il fut le disciple du P. Louis Lallemant, et enseigne la théologie en 1635), et après quelques années consacrées à l'enseignement des humanités, puis de la rhétorique à Paris (1636-1638), se donna à la prédication, en province d'abord, puis à Paris. Dès 1632, il commença à écrire contre les jansénistes, puis quand parut le livre De la Fréquente communion, il le dénonça du haut de la chaire comme un ouvrage pernicieux.
Les partisans d'Antoine Arnauld se vantèrent de lui avoir fait imposer une humiliante rétraction devant les évêques qui avaient approuvé l'ouvrage et de lui avoir fait interdire la chaire de Saint-Séverin à Paris et celle de la cathédrale de Tours.
Quoi qu'il en soit, le Père Nouet ne renonça pas à la lutte contre les Jansénistes, car, étant recteur à Alençon, il devint l'adversaire déclaré du théologal de Sées, l'abbé Le Noir. C'est sur l'affirmation d'un polémiste janséniste qu'on répète que le Père Nouet aurait demandé à Bussy-Rabutin, alors à la Bastille, de se faire l'avocat des Jésuites contre l'auteur des Lettres provinciales (Blaise Pascal).
Contre les protestants, le Père Nouet défendit le dogme de la présence réelle dans un ouvrage qui contribua à la conversion de Turenne (1667). Il n'est pas moins connu par ses ouvrages ascétiques, souvent réimprimés de son temps et jusqu'au début du XXe siècle avec succès. Il se retira à Paris et y mourut le 21 mai 1680.

## Publications
- Réponses aux Lettres provinciales[4] ;
- Publica gratulation academiae Bituricensis, 1635 ;
- Harangue sur le trespas et les vertus éminentes de feu Mgr Henry de Bourbon, prince de Condé, Dijon, 1647 ;
- Très humble remerciement de Messieurs du Consistoire de... à Messieurs les Théologiens d'Alençon, 1652 ;
- Traduction de Bouquet de Lyrrhe, par le R. P. Caraffa, Paris, 1653 ;
- Responses aux Lettres provinciales publiées par le secrétaire de Port-Royal contre les PP. de la Compagnie de Jésus 1657[5] avec Claude de Lingendes, François Annat et Jean de Brisacier.
- De la dévotion à l'Ange gardien, Paris, 1661 ;
- L'homme d'oraison, sa conduite dans les voies de Dieu, Paris, 1664 ;
- De la présence de Jésus-Christ dans le Très Saint-Sacrement ; réponse au ministre qui a écrit contre la Perpétuité de la foy, 1666 ;
- Lettres du Père Nouet, Jésuite à M. Claude, ministre de Charenton, Paris, 1668 ;
- Exercitia spiritualia S. P. Ignatici explicata, Paris, 1674 ;
- L'homme d'oraison, ses méditations et entretiens, en 6 parties publiées séparément, depuis 1675 ;
- Retraite pour se préparer à la mort, 1675 ;
- La vie mystique de Jésus dans le Très Saint-Sacrement, Paris, 1675 ;
- La vie de Jésus dans les saints, Paris, 1677 ;
- Méditations et entretiens sur le bon usage des indulgences et sur les préparatifs nécessaires pour gagner le jubilé, Paris, 1677 ;
- La dévotion vers N.-S. Jésus-Christ, Paris, 1679.

Il a laissé en manuscrit :
- L'homme d'oraison, ses retraites annuelles, publié à Paris en 1692 ;
- Méditations à l'usage de personnes qui veulent avancer dans la perfection[6], publié en 1839.

On trouve des lettres du Père Nouet :
- une dans les Lettres de Bussy-Rabutin (t. III, p. 226-227) ;
- une dans l' Année sainte de la Visitation (t. I, p. 245) ;
- deux à la Bibliothèque Mazarine (n. 3 091, 44 et 45) ;
- une à la Bibliothèque du scolasticat de la province de France.

## Source partielle
- « Jacques Nouet », dans Alphonse-Victor Angot et Ferdinand Gaugain, Dictionnaire historique, topographique et biographique de la Mayenne, Laval, A. Goupil, 1900-1910 [détail des éditions] (BNF 34106789, présentation en ligne)
- « Jacques Nouet », dans Louis-Gabriel Michaud, Biographie universelle ancienne et moderne : histoire par ordre alphabétique de la vie publique et privée de tous les hommes avec la collaboration de plus de 300 savants et littérateurs français ou étrangers, 2e édition, 1843-1865 [détail de l’édition]
- Notices d'autorité :   - VIAF
  - ISNI
  - BnF (données)
  - IdRef
  - LCCN
  - GND
  - Espagne
  - Belgique
  - Pays-Bas
  - Pologne
  - NUKAT
  - Vatican
  - Tchéquie
  - WorldCat